# پیر ونک
پیر ونک (فرانسوی: Pierre Vaneck‎؛ ۱۵ آوریل ۱۹۳۱ – ۳۱ ژانویهٔ ۲۰۱۰) بازیگر اهل فرانسه بود.
از فیلم‌ها یا برنامه‌های تلویزیونی که وی در آن نقش داشته است، می‌توان به نرون، عشق‌های مشهور و اتلو اشاره کرد.